# Pandalus borealis
Pandalus borealis (também chamado Pandalus eous) é uma espécie de camarão encontrados nas partes frias do oceano Atlântico e Pacífico.

## Distribuição
Pandalus borealis vivem em profundidades de entre 10 e 500 m, geralmente em fundos lodosos e macios, em águas entre 2 °C e 14 °C. É encontrado no Atlântico na Nova Inglaterra, na costa leste do Canadá, a sul e leste da Groenlândia, a Islândia, Svalbard, na Noruega e no Mar do Norte para o sul até o Canal da Mancha. No Pacífico, encontra-se do Japão, através do Mar de Okhotsk, através do Estreito de Bering, no extremo sul e na América do Norte como state.pp Washington